# منظمة الصاعقة
منظمة الصاعقة واسمها الرسمي «طلائع حرب التحرير الشعبية - قوات الصاعقة», هي منظمة فلسطينية قومية موالية للبعث السوري (على عكس جبهة التحرير العربية الموالية للبعث العراقي).وفقاً لقرارات المؤتمر القومي التاسع لحزب البعث في سوريا عام 1966 ودعوته لتبني حرب التحرير الشعبية في الصراع مع العدو الإسرائيلي، تأسست منظمة الطلائع أثناء حرب حزيران 1967 كفصيل فدائي مسلح تابع للتنظيم الفلسطيني لحزب البعث العربي الاشتراكي في سوريا «تجسيداً للإستراتيجية التي أقرها المؤتمر القومي التاسع للحزب المنعقد في سبتمبر 1966»، والتي تنهج طريق حرب الشعب.

## النشأة
بدأت مرحلة التأسيس منذ 10/12/1966 بعد عام واحد فقط من انطلاقة الرصاصات الأولى للثورة الفلسطينية بقيادة حركة فتح، وتشكيل منظمة فدائية خاصة بحزب البعث العربي الاشتراكي. وبتاريخ 15/4/1967 وجه تعميم من شعبة فلسطين لحزب البعث يدعو لالتحاق البعثيين الفلسطينيين بدورة تدريبية لتشكيل منظمة فدائية بدءاً من صباح 1/5/1967 تسمى منظمة الطلائع وشعارها «الجمجمة» وتتخذ قيادتها العسكرية من بساتين كفر سوسة والتي تقع إلى الجنوب من دمشق مقرا لها.

## البداية
وفي 1/5/1967 بدأت الدورة العسكرية الفدائية الأولى في معسكر للقوات الخاصة السورية ـ الوحدات الخاصة في منطقة حرستا / القابون الواقعة إلى الشرق من مدينة دمشق بإشراف اللواء محمد إبراهيم العلي (أبو ندى). والرائد رئيف علواني، وتم تدريب العناصر كتدريب المغاوير والمظليين، وبعد ذلك تم افتتاح معسكر معضمية الشام قرب مطار المزة العسكري كمدرسة عسكرية لمنظمة الصاعقة بقيادة الملازم أول أحمد العلي.
وبعدها بدأت الصاعقة بافتتاح الدورات العسكرية الخاصة بها في جنوب لبنان وجرش وغور الأردن حيث عملت على نقل الذخائر والعتاد إلى جنوب لبنان بطرق سرية عبر جبل الشيخ وطرقه الوعرة على البغال. وبتاريخ 1/6/1967 تعرضت الدورات الفدائية ومعسكر القابون لغارات جوية للطيران الإسرائيلي.
وبتاريخ 6/6/1967 تحركت عناصر الدورة نحو مدينة القنيطرة (سوريا). وبتاريخ 8/6/1967 صدر البلاغ العسكري الأول بعد العملية الفدائية الأولى التي نفذتها المنظمة ضد مواقع عسكرية إسرائيلية في القطاع الأوسط من جبهة هضبة الجولان، التي تبعتها في نفس اليوم عملية ثانية انطلاقاً من جنوب لبنان.

## القيادة
وتم تعيين قيادة عسكرية وسياسية للمنظمة تحت إشراف رئيس مكتب الحرس القومي في قيادة حزب البعث وعضو القيادة القطرية حديثة مراد، وحدد مقر الدائرة العسكرية في منطقة بساتين المزة بدمشق خلف مستشفى الرازي، والدائرة السياسية في منطقة ساحة العباسيين.
ومنذ 15/2/1968 أصبحت القيادة القطرية للتنظيم الفلسطيني وفي عدادها التنظيم الأردني للحزب فضلاً عن حزب البعث في لبنان مسئولة عن منظمة الصاعقة مسئولية كاملة. وباتت تحمل بعد فبراير1968 اسم منظمة الصاعقة (طلائع حرب التحرير الشعبية) بعد أن انضمت إليها ثلاث مجموعات :
- جبهة ثوار فلسطين
- جبهة التحرير الشعبية الفلسطينية
- منظمة الجليل الأعلى

وتناوب على قيادة منظمة الصاعقة : عضو القيادة القومية لحزب البعث(اللواء في الجيش الأردني ضافي الجمعاني أبوموسى)، ثم عضوي القيادة القطرية لحزب البعث (الفلسطينية/الأردنية) : (يوسف البرجي وهاجم الهنداوي)، حيث بقي يوسف البرجي، ياسر عمرو مندوبي الصاعقة في اللجنة التنفيذية للمنظمة إلى حين الخروج الفلسطيني المسلح من الأردن، ثم محمود المعايطة (أبو شاهر) عضو القيادة القومية للحزب، ثم زهير محسن، ثم عصام القاضي عضوي القيادة القومية لحزب البعث، وحل مؤقتا مكان عصام القاضي بعد وفاته في يوليو 2006 سامي قنديل عضو القيادة القطرية للتنظيم الفلسطيني وفي عام 2007 تم انتخاب فرحان أبو الهيجاء الأمين القطري للتنظيم الفلسطيني كأمينا عاما للمنظمة.
أما على صعيد التمثيل في اللجنة التنفيذية لمنظمة التحرير الفلسطينية ففي بداية تأسيس ائتلاف منظمة التحرير الفلسطينية حظيت حركة فتح بعضوية أربعة مقاعد في اللجنة التنفيذية للمنظمة، والصاعقة بمقعدين.
ومقعد واحد لكل فصيل من قوى الائتلاف فضلاً عن المستقلين. ومن بين أعضاء الصاعقة في اللجنة التنفيذية بأزمنة متعاقبة كان كل من: أحمد الشهابي، يوسف البرجي، ياسر عمرو، إبراهيم البرغوثي، الشهيد زهير محسن، سامي عطاري، محمد خليفة.
ومن ناحية التاريخ الفلسطيني المعاصر لحركة المقاومة الفلسطينية، شكلت منظمة الصاعقة قوة رئيسية داخل السيبة الفلسطينية الثلاثية التي تشكلت من حركة فتح والجبهة الشعبية لتحرير فلسطين إضافة لمنظمة الصاعقة، ولعبت دوراً كبيراً على الصعيدين العسكري والسياسي خصوصاً في المرحلتين الأردنية واللبنانية من نهوض حركة المقاومة الفلسطينية. وقد استمدت الصاعقة زخماً كبيراً من دورها وتأثيرها بحكم علاقتها مع سوريا.

## فترة حرب الاستنزاف
ولابد من القول بأن حجم الفعاليات الفدائية منذ العام 1968 وإلى العام 1973 تركز ثقلها على كاهل حركة فتح والصاعقة والجبهة الشعبية، ثم قوات التحرير الشعبية التابعة ل جيش التحرير الفلسطيني. كان حينها رئيس هيئة الأركان العقيد عثمان جعفر حداد وقائد قوات التحرير الشعبية الخاصة مجدي السقا [بحاجة لمصدر] تاسست قبل عام 1963 وقد شاركت قوات التحرير مع باقي التنظيمات في ايلول الأسودوأهمها في جرش وكان مركزها الرئيسي سوريا ولها في الأردن ولبنان مراكز عديده من أشهر عملياتها في الخارج عملية شناو في النمسا.
وبعد ذلك تأتي باقي القوى والفصائل التي كانت أدوارها متواضعة. وحسب الشهيد زهير محسن فان منظمة الصاعقة قدمت حتى 8/6/1977 ألف شهيد ونفذت سبعمئة وخمسة وثمانين عملية عسكرية فدائية انطلاقاً من غور الأردن والجولان وجنوب لبنان.

## حرب أكتوبر
وفي حرب أكتوبر 1973 وتحديداً في اليوم التاسع منها شاركت كتيبة خالد بن الوليد من منظمة الصاعقة مع القوات الخاصة السورية بتنفيذ مهمة صعبة وجريئة تمت في أسوأ الظروف من خلال عملية الإنزال لمقاتلي كتيبة خالد بن الوليد بثماني حوامات فوق مواقع القيادة العملياتية الإسرائيلية في وسط هضبة الجولان في بلدة كفر نفاخ في القطاع الأوسط من الجبهة وبحماية تشكيل قتالي من الطائرات المقاتلة السورية، وتمكنت أربع من الحوامات من الهبوط حيث خاض مقاتلوها قتالاً شرساً فاستشهد 38 فدائياً من الصاعقة على رأسهم قائد عملية الإنزال.
ومن أبرز المعارك التي خاضتها قوات الصاعقة مع العدو الإسرائيلي كانت معركة مارون الراس وبنت جبيل على الحد الفاصل بين فلسطين المحتلة والجنوب اللبناني، بعد أن عادت الصاعقة للتواجد العسكري والتنظيمي اثر انفضاض الخلاف السوري ـ الفتحاوي في لبنان، حيث استطاعت وحدة فدائية من قوات الصاعقة تدمير عدة آليات للجيش الإسرائيلي في معركة مارون الراس ـ جنوب لبنان، وجلب آلية سليمة إلى مدينة صور اللبنانية وعرضتها أمام الجمهور.

## ما بعد الحرب
انضمت سنة 1974 إلى جبهة الرفض. لعبت دورا مهما في بدايات الحرب الأهلية اللبنانية إذ كانت قواتها العسكرية الأكثر عددا (4500 رجلا) بعد قوات فتح (7000 رجلا) . تلقت المنظمة ضربتين موجعتين اولا بخسارتها عسكريا امام حركة فتح بعد مساندتها التدخل السوري في لبنان سنة 1976, ثم باغتيال قائدها زهير محسن سنة 1979 على ايدي الموساد.(تم الاغتيال في مدينة نيس على الشواطيء الفرنسية في الشقة الخاصة بالسيد زهير محسن وتشكل وفد كان بقيادة الأمين العام للمعلمين الفلسطينيين السيد جميل شحادة بتكليف من الاخ أبو عمار ياسر عرفات وتم الدفن في مقابر الشهداء في اليرموك وشارك بالتشييع الرئيس حافظ الاسد حيث كانت هي المرة الأولى والأخيرة التي زار بها اليرموك وكان برفقته الاخ ياسر عرفات وكان معظم المشيعين من جمهور حركة فتح... وفي البقاع الأوسط من جبهة جنوب لبنان سجلت منظمة الصاعقة انجازاً مهماً يوم 11/6/1982 أثناء الغزو الإسرائيلي حيث وقعت سرية دبابات إسرائيلية في كمين محكم نصبته مجموعة فدائية من الصاعقة، وتم تدمير خمسة دبابات إسرائيلية والاستيلاء على خمس دبابات سليمة من دبابات ال ميركافا وباتون الأميركية الصنع ومقتل أطقمها.
شاركت مع حركة أمل، الجبهة الشعبية لتحرير فلسطين - القيادة العامة وفتح - الانتفاضة في الثمانينات في حرب المخيمات ضد الموالين لياسر عرفات.
وتحول الضعف إلى صفوف الجسم العسكري للصاعقة بعد استشهاد زهير محسن، وتسارع مع تحولها إلى مجرد منظمة عسكرية متواضعة الحضور على خلفية تراجع العمل الفدائي الفلسطيني من الخارج نحو فلسطين.
وبالنسبة للشهيد زهير محسن مسؤول الدائرة العسكرية في منظمة التحرير الفلسطينية وعضو القيادة القومية ومكتب الأمن القومي في سوريا، فقد استشهد اغتيالاً في العاصمة الفرنسية باريس أوائل 24 يوليو عام 1979 بعد عودته من مونروفيا عاصمة ليبيريا، حيث ترأس وفد فلسطين إلى مؤتمر الوحدة الإفريقية التي عقدت هناك.
وأشار ياسر عرفات بعد تشكيله لجنة تحقيق ضمت كلا من العميد عطا الله عطا الله «أبو الزعيم» وماجد محسن والعقيد محمد دغمان و«أبو السعود» إلى ضلوع طرف فلسطيني ومخابرات دولة عربية في اغتيال زعيم «الصاعقة» الذي شيع في دمشق إلى «مقبرة الشهداء» في مخيم اليرموك وكان الرئيسان ياسر عرفات وحافظ الأسد في مقدمة المشيعين.
وبعد سنوات قليلة تم التوصل إلى كامل المعلومات المتعلقة بالجهة التي نفذت عملية الاغتيال، ومعرفة الشخص الذي قام بإطلاق الرصاصة الوحيدة على الشهيد زهير محسن. أخيراً يسجل لمنظمة الصاعقة اتباع تقنية وأسلوب تفجير العبوات الناسفة بدوريات الاحتلال وقواته عن بعد منذ العام 1969.
حيث نجحت منظمة الصاعقة في تفجير عبوة ناسفة كبيرة عن بعد بحوامة إسرائيلية في العام المشار إليه لحظة هبوطها في القطاع الأوسط من جبهة الجولان في مهمة إنزال المؤن لقوات العدو، حيث انفجرت العبوة تحت تأثير موجة لاسلكية أرسلتها الطائرة ذاتها وتطابقت في ترددها مع التردد اللازم لتفجير العبوة قبل أن يتم إرسال إشارة جهاز التفجير الموجود بيد المجموعة الفدائية.
لها الآن حضور متواضع في الأراضي الفلسطينية لكنها ما زالت عضوا في منظمة التحرير الفلسطينية، انتخب أمينها القطري الجديد فرحان أبو الهيجاء عام 2007 خلفا لعصام القاضي المتوفي عام 2006، جديرًا بالذكر أن منظمة الصاعقة تصدر مجلة تحت اسم«الطلائع»
كان العقيد محمد دغمان هو القائد الفعلي لقوات صاعقة بعد اغتيال أمينها العام زهير محسن أما القائد الميداني العسكري فكان الشهيد البطل العقيد عقاب عودة حبيب (أبوحسان) الذي انهك العدو الإسرائيلي بعملياته النوعية والدقيقة والشديدة مما دفع بالموساد الإسرائيلي إلى تجنيد كافة جهوده لاغتيال الشهيد أبو حسان إلى ان توصل غلى طريقة لتصفيته على يد ضابط خائن من جيش التحرير الفلسطيني وهو العميد المتقاعد محمد ابو صيام اذ كان الأخير طعما سهلا للموساد الذي اوقع به كالخروف الذي يذهب إلى وكر الذئب وفي مداهمة ليلية لمنزل الشهيد العقيد عقاب حبيب الذي تبادل إطلاق النار مع القوة المداهمة والتي كانت تتشكل من الكتائبيين اللبنانيين وعناصر من جيش التحرير الفلسطيني.
رفض العقيد الشهيد تسليم نفسه للخونة واصيب في نهاية الاشتباك بعدة طلقات نارية استشهد على أثرها وكانت العملية النوعية التي أفرحت الموساد الإسرائيلي في ذلك الوقت.